# 斯洛伐克人民黨
赫林卡斯洛伐克人民党，简称斯洛伐克人民党（Slovenská ľudová strana；SĽS），是二战期间斯洛伐克存在的一个极右翼法西斯政党。它在1938年11月由等多个党派合并而成，前身包括斯洛伐克民族党（Slovenská národná strana）等，随后成为斯洛伐克共和國的第一大党，对内采取极权统治，表现出鲜明的支持纳粹的意愿。安德烈·赫林卡（1913-1938）和约瑟夫·蒂索（1939–1945）先后担任其党魁。

## 引用
1. ↑  Baka 2010.